# Mikroregion Alegre

Mikroregion Alegre

Mikroregion Alegre – mikroregion w brazylijskim stanie Espírito Santo należący do mezoregionu Sul Espírito-Santense. Ma powierzchnię 3.477,7 km²

## Gminy
- Alegre
- Divino de São Lourenço
- Dores do Rio Preto
- Guaçuí
- Ibatiba
- Ibitirama
- Irupi
- Iúna
- Muniz Freire